# Marcobrunn

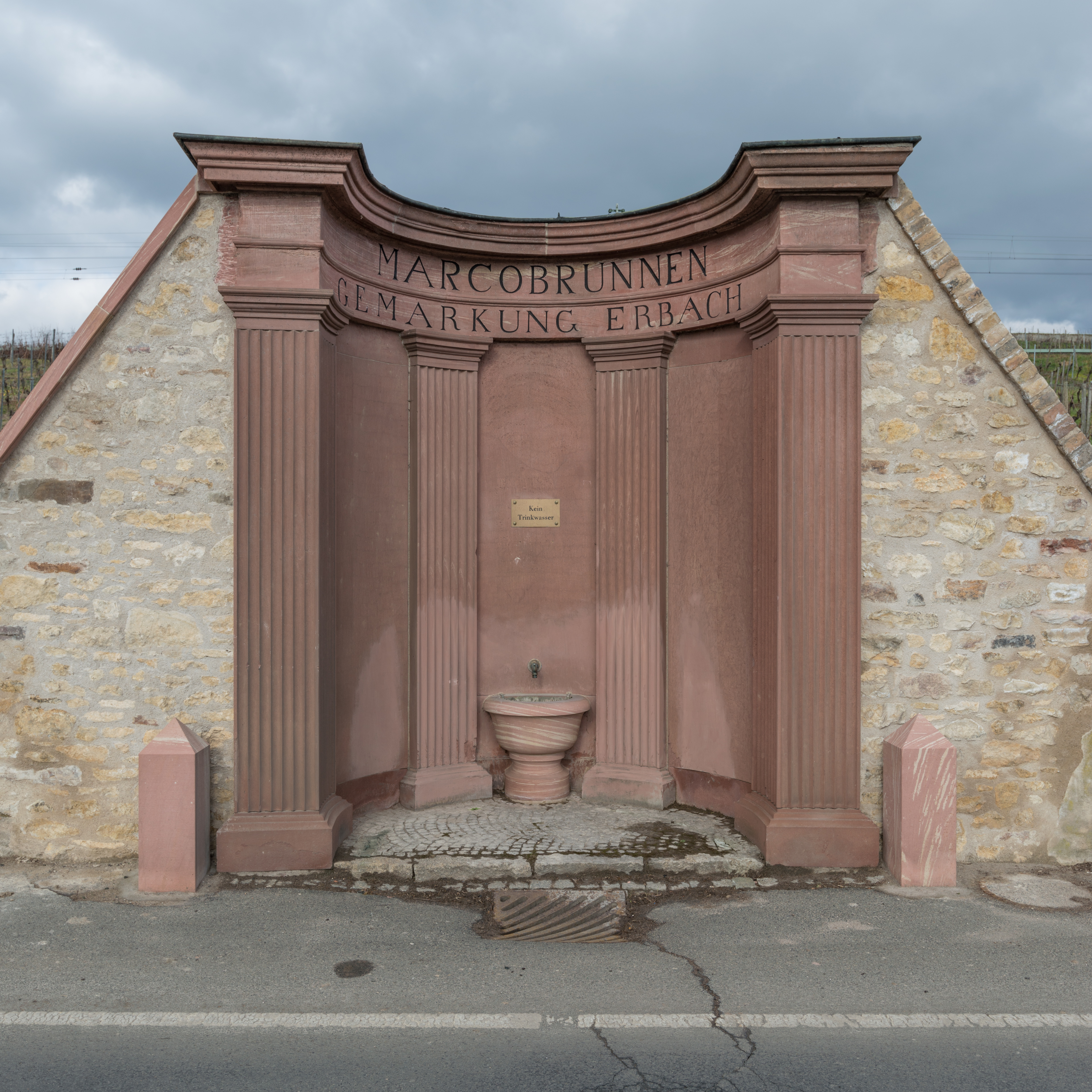
Monument dédié au vignoble Marcobrunn, situé entre Hattenheim et Erbach

Marcobrunn est un vignoble du Rhin près de'Erbach dans le Rheingau.
Le vignoble dispose d'une superficie de 6,67 ha qui se partage entre 6 propriétaires:
- Domänenweingut Schloss Schönborn	2,20 ha	= 32,5 %
- Hessische Staatsweingüter Kloster Eberbach		1,70 ha	= 25,0 %
- Weingut Freiherrlich Langwerth von Simmern'sches Rentamt		1,60 ha	= 23,6 %
- Schloss Reinhartshausen		1,05 ha	= 15,5 %
- Weingut Detlev Ritter und Edler von Oetinger 	0,12 ha =  1,8 %
- Weingut Baron Knyphausen		0,10 ha	=  1,5 %